# Almer, England
Almer är en by i civil parish Sturminster Marshall, i kommunen Dorset, i grevskapet Dorset i England. Byn är belägen 8 km från Blandford Forum. Almer var en civil parish fram till 1933 när blev den en del av Sturminster Marshall. Civil parish hade 108 invånare år 1931.